# Талалаева, Любовь Андреевна
Любо́вь Андре́евна Талала́ева (24 января 1953, Москва — 24 мая 2021, там же) — советская гребчиха, выступала за сборную СССР по академической гребле в середине 1970-х годов. Серебряная призёрка летних Олимпийских игр в Монреале, многократная чемпионка республиканских и всесоюзных регат. На соревнованиях представляла спортивное общество «Спартак». Заслуженный мастер спорта России.

## Биография
Любовь Талалаева родилась 24 января 1953 года в Москве. Активно заниматься академической греблей начала в раннем детстве, состояла в добровольном спортивном обществе «Спартак».
Первого серьёзного успеха добилась в 1976 году, став чемпионкой СССР в распашных восьмёрках с рулевой. Благодаря череде удачных выступлений попала в основной состав советской национальной сборной и удостоилась права защищать честь страны на летних Олимпийских играх в Монреале — в составе распашного восьмиместного экипажа, куда также вошли гребчихи Ольга Гузенко, Надежда Рощина, Клавдия Коженкова, Елена Зубко, Ольга Колкова, Нелли Тараканова, Надежда Розгон и рулевая Ольга Пуговская, завоевала медаль серебряного достоинства, уступив в финале лишь команде из ГДР.
За выдающиеся спортивные достижения удостоена почётного звания «Заслуженный мастер спорта России».
Была замужем за гребцом Анушаваном Гасан-Джалаловым.